# Spotlite Records
Spotlite Records is een Brits jazz-platenlabel.

## Geschiedenis
Spotlite Records werd in 1968 opgericht om opnamen van saxofonist Charlie Parker, uitgekomen op Dial, opnieuw uit te brengen. Daarna volgde de heruitgave van andere Dial-opnamen, radio-opnamen, concertregistraties en zeldzame studio-opnamen. Enkele namen van musici die op het label (opnieuw) uitkwamen, zijn Dexter Gordon, Howard McGhee, Dizzy Gillespie, Billy Eckstine en Buddy Rich. Ook verscheen er nieuw opgenomen materiaal van minder bekende Britse jazzmusici als Don Rendell en Tubby Hayes.